# Beront a terror
A Beront a terror vagy Magántulajdon (eredeti cím: Home Invasion) 2016-ban bemutatott amerikai filmthriller David Tennant rendezésében. A főbb szerepekben Jason Patric, Scott Adkins, Natasha Henstridge, William Dickinson, Kyra Zagorsky és Michael Rogers látható.
Az Amerikai Egyesült Államokban 2016. február 2-án mutatták be. Magyarországon kizárólag a televízióban sugározták.

## Cselekmény
A film középpontjában egy Chloé nevű jómódú nő, valamint annak mostohafia áll. A házukba betör egy három fős banda, melynek tagjai a ház széfjét akarják feltörni. Amikor a helyzet kezd elfajulni, a nő csak saját magára és egy biztonságtechnikai szakértőre számíthat, aki végig rejtett kamerák segítségével navigálja őt. A betörők foglyul ejtik a fiát, ezzel magukhoz csalogatva Chloét. 
Mint kiderül, a nő néhai férje, David ellopott valamit tőlük és most azért vannak a házában, hogy azt visszaszerezzék. A trió egyik tagja megsajnálja a nőt, ezért társa, Heflin rögtön végez is vele. Chloé megragadja az alkalmat és elmenekül a fürdőszobába, baltát vágva támadója lábába. Fia az udvarra fut és halálra gázolja a trió női tagját. Közben Chloé megragadja férje elrejtett fegyverét és lelövi Heflint, mielőtt a rendőrség megérkezne.

## Szereplők
| Szerep        | Színész            | Magyar hang        | Magyar hang          |
| Szerep        | Színész            | 1. szinkron (2015) | 2. szinkron (2017)   |
| ------------- | ------------------ | ------------------ | -------------------- |
| Chloe         | Natasha Henstridge | Szávai Viktória    | Orosz Anna           |
| Mike          | Jason Patric       | Kálid Artúr        | Sótonyi Gábor        |
| Victoria Knox | Kyra Zagorsky      | Bánfalvi Eszter    | Németh Kriszta       |
| Jacob         | Liam Dickinson     | Nagy Gereben       | Nagy Gereben         |
| Astor         | Michael Rogers     | Rába Roland        | Zöld Csaba           |
| Xander        | Christian Tessier  | Mészáros Tamás     | Csík Csaba Krisztián |
| Bess          | Brenda M. Crichlow | Botos Éva          | Sági Tímea           |
| Heflin        | Scott Adkins       | Király Attila      | Varga Rókus          |